# Liga Boliviana de Fútbol Sala 2016-17
La Libofutsal o Liga Boliviana de Fútbol Sala 2016-17 es la primera versión de la Liga Nacional de Fútbol de salón de Bolivia organizada por la FEBOLFUSA (Federación Boliviana de Fútbol Sala).

## Equipos participantes

#### Temporada 2016-17
La primera temporada contaría con 10 equipo dividido en 2 series, donde los 2 mejores de cada grupo clasificarían a la fase final. Para este primer torneo no se tuvo descensos de categoría, pero si ascensos de dos equipos: el campeón y subcampeón de la División Mayor de Fútbol de Salón (Dimafusa).
| Equipo                                         | Ciudad     | Temp | Coliseo                       | Capacidad |
| ---------------------------------------------- | ---------- | ---- | ----------------------------- | --------- |
| Proyecto Latin (La Paz)                        | La Paz     | 1    | Julio Borelli Viteritto       | 7.500     |
| Cooperativa Rural de Electricidad (Santa Cruz) | Santa Cruz | 1    | Jhon Pictor                   | -         |
| San José de Chiquitos (Santa Cruz)             | Santa Cruz | 1    | Jhon Pictor                   | -         |
| Deportivo Rico Sur(Sucre)                      | Chuquisaca | 1    | Jorge Revilla                 | -         |
| Nantes O.S. (Tarija)                           | Tarija     | 1    | Luis Parra                    | 2.000     |
| C.D. Víctor Muriel (Cochabamba)                | Cochabamba | 1    | Jose Casto Méndez Evo Morales | - 12.000  |
| Deportivo Concepción (Potosí)                  | Potosí     | 1    | Ciudad de Potosí San Pedro    | 10.000 -  |
| Palmero's (Beni)                               | Beni       | 1    |                               |           |
| Deportivo TNT (Pando)                          | Pando      | 1    | Alfredo Huary                 | -         |
| Deportivo Cobbel (Oruro)                       | Oruro      | 1    | Eduardo Leclere Polo          | -         |

- Datos desde la temporada 2016

### Plantillas 2016-17
| CRE (Santa Cruz)                                                                            |
| ------------------------------------------------------------------------------------------- |
| Alejandro Paz, Gabriel Do Valle, Donny Pessoa, Jorge Justiniano Entrenador: Tomislaw Kalman |

| Deportivo Concepción (Potosí)                     |
| ------------------------------------------------- |
| Miguel Oruro, Walter Ruiz, Jorge Jara Entrenador: |

| Deportivo Rico Sur (Sucre) |
| --- |
| Manuel Salinas, Jose Marañon, Ariel Carmona, Saul Robles, Juan Serrano, Cristian Rospilloso, Javier Carmona, Alan Valda, Richard Chavarría, Erlan Serrano Entrenador: Víctor Hugo Céspedes |

| Nantes Oscar Sanchez (Tarija) |
| --- |
| Cristian Cucaro, Grover Gareca, Saul Gareca Ernesto Ricardo Cristaldo, Roberto Guerrero, Franz Saldaña, Roberto Rios, Cristian Aramayo (ARQ), Miguel Aramayo, Desi Marcelo Perez, Luis Gutiérrez, Edson Ortiz, Jorge Carvallo, Alejandro Muñoz, Carlos Escalante, Hugo Cristaldo Entrenador: Alexander Duarte, Marcos Duarte |

| Victor Muriel (Cochabamba)                              |
| ------------------------------------------------------- |
| Luis Florero, Guery Antezana Entrenador: Mauricio Arnes |

## Fase de grupos
Los equipos se dividen en 2 grupos de 5 equipos agrupados según su ubicación geográfica. Los equipos jugarán una fecha de todos contra todos a una vuelta. 
Los dos grupos están divididos de la siguiente manera:

#### Grupo A
| Pos. | Equipos                         | PJ | PG | PE | PP | GF | GC | Dif. | Pts. |
| ---- | ------------------------------- | -- | -- | -- | -- | -- | -- | ---- | ---- |
| 1.   | Deportivo Rico Sur (Sucre)      | 8  | 5  | 0  | 3  | 60 | 38 | +22  | 15   |
| 2.   | Nantes O.S. (Tarija)            | 8  | 4  | 2  | 2  | 43 | 42 | +1   | 14   |
| 3.   | Deportivo Concepción (Potosí)   | 8  | 4  | 1  | 3  | 31 | 38 | -7   | 13   |
| 4.   | Constructora Cobbel (Oruro)     | 8  | 3  | 2  | 3  | 45 | 44 | +1   | 11   |
| 5.   | Proyecto Enigma Sandor (La Paz) | 8  | 1  | 1  | 6  | 28 | 45 | -17  | 4    |

- Actualizado

|  |                                 |
|  | Clasificados a los semifinales. |
|  | Eliminados.                     |

| Deportivo Rico Sur            | 11 - 1         | Deportivo Concepción | Jorge Revilla Aldana Sucre     | 21 de octubre | 20:30 |  |
| Proyecto Enigma               | 3 - 2* (0 - 3) | Nantes O.S.          | Julio Borelli Viteritto La Paz | 21 de octubre | 21:00 |  |
| Descansa: Constructora Cobbel |                |                      |                                |               |       |  |

| Constructora Cobbel   | 5 - 15 | Deportivo Rico Sur | Coliseo CAN Oruro       | 29 de octubre | 20:30 |  |
| Deportivo Concepción  | 5 - 3  | Proyecto Enigma    | Ciudad de Potosí Potosí | 29 de octubre | 20:00 |  |
| Descansa: Nantes O.S. |        |                    |                         |               |       |  |

| Proyecto Enigma              | 1 - 2 | Constructora Cobbel  | Julio Borelli Viteritto La Paz | 4 de noviembre | 21:00 |  |
| Nantes O.S.                  | 6 - 3 | Deportivo Concepción | Luis Parra Tarija              | 4 de noviembre | 21:00 |  |
| Descansa: Deportivo Rico Sur |       |                      |                                |                |       |  |

| Constructora Cobbel            | 4 - 4 | Nantes O.S.     | Eduardo Leclere Polo Oruro | 18 de noviembre | 20:30 |  |
| Deportivo Rico Sur             | 6 - 3 | Proyecto Enigma | Jorge Revilla Aldana Sucre | 18 de noviembre | 20:30 |  |
| Descansa: Deportivo Concepción |       |                 |                            |                 |       |  |

| Deportivo Concepción      | 3 - 3 | Constructora Cobbel | Ciudad de Potosí Potosí | 26 de noviembre | 20:00 |  |
| Nantes O.S.               | 6 - 4 | Deportivo Rico Sur  | Luis Parra Tarija       | 16 de diciembre | 21:00 |  |
| Descansa: Proyecto Enigma |       |                     |                         |                 |       |  |

| Nantes O.S.                   | 6 - 6 | Proyecto Enigma    | Coliseo universitario Tarija | 2 de diciembre | 21:00 |  |
| Deportivo Concepción          | 4 - 5 | Deportivo Rico Sur | Ciudad de Potosí Potosí      | 3 de diciembre | 20:00 |  |
| Descansa: Constructora Cobbel |       |                    |                              |                |       |  |

| Deportivo Rico Sur    | 5 - 7 | Constructora Cobbel  | Jorge Revilla Aldana Sucre     | 9 de diciembre | 20:30 |  |
| Proyecto Enigma       | 3 - 5 | Deportivo Concepción | Julio Borelli Viteritto La Paz | 9 de diciembre | 21:00 |  |
| Descansa: Nantes O.S. |       |                      |                                |                |       |  |

| Constructora Cobbel          | 14 - 4 | Proyecto Enigma | Eduardo Leclere Polo Oruro | 13 de enero | 20:30 |  |
| Deportivo Concepción         | 7 - 5  | Nantes O.S.     | Ciudad de Potosí Potosí    | 14 de enero | 20:00 |  |
| Descansa: Deportivo Rico Sur |        |                 |                            |             |       |  |

| Nantes O.S.                    | 9 - 8 | Constructora Cobbel | Luis Parra Tarija              | 20 de enero | 21:00 |  |
| Proyecto Enigma                | 8 - 4 | Deportivo Rico Sur  | Julio Borelli Viteritto La Paz | 20 de enero | 21:00 |  |
| Descansa: Deportivo Concepción |       |                     |                                |             |       |  |

| Deportivo Rico Sur        | 10 - 4 | Nantes O.S.          | Jorge Revilla Aldana Sucre | 27 de enero | 20:30 |  |
| Constructora Cobbel       | 2 - 3  | Deportivo Concepción | Eduardo Leclere Polo Oruro | 27 de enero | 20:30 |  |
| Descansa: Proyecto Enigma |        |                      |                            |             |       |  |

#### Grupo B
| Pos. | Equipos                            | PJ | PG | PE | PP | GF | GC | Dif. | Pts. |
| ---- | ---------------------------------- | -- | -- | -- | -- | -- | -- | ---- | ---- |
| 1.   | C.D. Víctor Muriel (Cochabamba)    | 8  | 7  | 0  | 1  | 40 | 21 | +19  | 21   |
| 2.   | CRE (Santa Cruz)                   | 8  | 5  | 1  | 2  | 38 | 29 | +9   | 16   |
| 3.   | Deportivo TNT (Pando)              | 8  | 3  | 2  | 3  | 36 | 38 | -2   | 11   |
| 4.   | San José de Chiquitos (Santa Cruz) | 8  | 2  | 1  | 5  | 27 | 43 | -16  | 7    |
| 5.   | Palmero's (Beni)                   | 8  | 0  | 2  | 6  | 31 | 41 | -10  | 2    |

- Actualizado

|  |                             |
|  | Clasificados a semifinales. |
|  | Eliminados.                 |

| CRE                             | 6 - 3 | Deportivo TNT | Jhon Pictor Blanco Santa Cruz | 21 de octubre | 21:00 |  |
| Victor Muriel                   | 3 - 2 | Palmero's     | José Casto Méndez Cochabamba  | 22 de octubre | 20:30 |  |
| Descansa: San José de Chiquitos |       |               |                               |               |       |  |

| San José de Chiquitos | 3 - 6 | CRE           | Jhon Pictor Blanco Santa Cruz | 26 de octubre | 20:30 |  |
| Deportivo TNT         | 5 - 7 | Victor Muriel | Alfredo Huary Pando           | 29 de octubre | 21:00 |  |
| Descansa: Palmero's   |       |               |                               |               |       |  |

| Palmero's     | 2 - 5 | Deportivo TNT         | Cancha Vieja Trinidad  | 4 de noviembre | 20:30 |  |
| Victor Muriel | 6 - 2 | San José de Chiquitos | Evo Morales Cochabamba | 5 de noviembre | 20:00 |  |
| Descansa: CRE |       |                       |                        |                |       |  |

| CRE                     | 5 - 4 | Victor Muriel | Jhon Pictor Blanco Santa Cruz | 18 de noviembre | 21:00 |  |
| San José de Chiquitos   | 4 - 2 | Palmero's     | Jhon Pictor Blanco Santa Cruz | 19 de noviembre | 21:00 |  |
| Descansa: Deportivo TNT |       |               |                               |                 |       |  |

| Palmero's               | 4 - 6 | CRE                   | Cancha Vieja Trinidad | 25 de noviembre | 20:30 |  |
| Deportivo TNT           | 5 - 1 | San José de Chiquitos | Alfredo Huary Pando   | 26 de noviembre | 20:00 |  |
| Descansa: Victor Muriel |       |                       |                       |                 |       |  |

| Palmero's                       | 2 - 3 | Victor Muriel | Cancha Vieja Trinidad | 2 de diciembre | 20:30 |  |
| Deportivo TNT                   | 5 - 3 | CRE           | Alfredo Huary Pando   | 3 de diciembre | 21:00 |  |
| Descansa: San José de Chiquitos |       |               |                       |                |       |  |

| CRE                 | 7 - 2 | San José de Chiquitos | Jhon Pictor Blanco Santa Cruz | 9 de diciembre | 21:00 |  |
| Victor Muriel       | 7 - 1 | Deportivo TNT         | José Casto Méndez Cochabamba  | 7 de enero     | 20:00 |  |
| Descansa: Palmero's |       |                       |                               |                |       |  |

| Deportivo TNT         | 8 - 8 | Palmero's     | Alfredo Huary Pando           | 14 de enero | 21:00 |  |
| San José de Chiquitos | 1 - 4 | Victor Muriel | Jhon Pictor Blanco Santa Cruz | 26 de enero | 21:00 |  |
| Descansa: CRE         |       |               |                               |             |       |  |

| Palmero's               | 9 - 10 | San José de Chiquitos | Cancha Vieja Trinidad        | 20 de enero | 20:30 |  |
| Victor Muriel           | 6 - 3  | CRE                   | José Casto Méndez Cochabamba | 21 de enero | 20:00 |  |
| Descansa: Deportivo TNT |        |                       |                              |             |       |  |

| CRE                     | 2 - 2 | Palmero's     | Jhon Pictor Blanco Santa Cruz | 27 de enero | 21:00 |  |
| San José de Chiquitos   | 4 - 4 | Deportivo TNT | Jhon Pictor Blanco Santa Cruz | 28 de enero | 21:00 |  |
| Descansa: Victor Muriel |       |               |                               |             |       |  |

## Fase final
Avanzan desde esta fase el ganador de dos juegos, en caso de empates en uno de los juegos se jugarán 10 minutos de tiempo extra y de seguir del empate se definirá por penales.

## Cuadro
|  | Semifinales     | Semifinales        | Semifinales     | Semifinales     |   |    | Final              | Final            | Final            | Final            |  |
|  | 3-11 de febrero | 3-11 de febrero    | 3-11 de febrero | 3-11 de febrero |   |    | 17-24 de febrero   | 17-24 de febrero | 17-24 de febrero | 17-24 de febrero |  |
|  |                 |                    |                 |                 |   |    |                    |                  |                  |                  |  |
|  |                 |                    |                 |                 |   |    |                    |                  |                  |                  |  |
|  | 1A              | Deportivo Rico Sur | 0               | 6               |   |    |                    |                  |                  |                  |  |
|  | 1A              | Deportivo Rico Sur | 0               | 6               |   |    |                    |                  |                  |                  |  |
|  | 2B              | CRE                | 1               | 3               |   |    |                    |                  |                  |                  |  |
|  | 2B              | CRE                | 1               | 3               |   | 1A | Deportivo Rico Sur | 9                | 7                |                  |  |
|  |                 |                    |                 |                 |   | 1A | Deportivo Rico Sur | 9                | 7                |                  |  |
|  |                 |                    | 2A              | Nantes O.S.     | 6 | 5  |                    |                  |                  |                  |  |
|  | 1B              | Victor Muriel      | 2A              | Nantes O.S.     | 6 | 5  | 4                  | 3                |                  |                  |  |
|  | 1B              | Victor Muriel      |                 |                 |   |    | 4                  | 3                |                  |                  |  |
|  | 2A              | Nantes O.S.        | 8               | 2               |   |    |                    |                  |                  |                  |  |
|  | 2A              | Nantes O.S.        | 8               | 2               |   |    |                    |                  |                  |                  |  |
|  |                 |                    |                 |                 |   |    |                    |                  |                  |                  |  |

## Semifinales
Deportivo Rico Sur vs CRE
| 4 de febrero, 21:00 | CRE           | 1–0     | Deportivo Rico Sur | Jhon Pictor Blanco, Santa Cruz |  |
|                     | Alejandro Paz | Reporte |                    |                                |  |

| 11 de febrero, 20:00 | Deportivo Rico Sur                                           | 6–3 (4:0) | CRE                                                | Jorge Revilla Aldana, Sucre |  |
|                      | Richard Chavarría · Saul Robles · Erlan Serrano · Alan Valda | Reporte   | Gabriel Do Valle · Donny Pessoa · Jorge Justiniano |                             |  |

Victor Muriel vs Nantes O.S.
| 3 de febrero, 21:00 | Nantes O.S.                                                     | 8–4 (6:1) | Victor Muriel                 | Luis Parra, Tarija                                                  |                                                                     |
|                     | Grover Gareca · Saul Gareca · Jorge Carballo · Carlos Escalante | Reporte   | Luis Florero · Guery Antezana | Árbitro(s): Henry Gutierrez, Juan Carlos Villarroel, Jorge Sagardia | Árbitro(s): Henry Gutierrez, Juan Carlos Villarroel, Jorge Sagardia |

| 11 de febrero, 20:00 | Victor Muriel                   | 3–2 (1:1) | Nantes O.S.                      | José Casto Méndez, Cochabamba |  |
|                      | Guery Antezana · Miguel Padilla | Reporte   | Cristian Cúcaro · Jorge Carballo |                               |  |

## Finales
Deportivo Rico Sur vs Nantes O.S.
| 17 de febrero, 21:00 | Nantes O.S.                                                                       | 6–9 (3:4) | Deportivo Rico Sur                                 | Luis Parra, Tarija |  |
|                      | Cristian Cúcaro · Carlos Escalante · Grover Gareca · Saul Gareca · Jorge Carballo | Reporte   | Saul Robles · Cristian Rospilloso · Javier Carmona |                    |  |

| 24 de febrero, 20:30 | Deportivo Rico Sur                                                 | 7–5 (2:1) | Nantes O.S.                                      | Jorge Revilla Aldana, Sucre |  |
|                      | Saul Robles · Alan Valda · Javier Carmona · Cristian Aramayo a.g.' | Reporte   | Saul Gareca · Cristian Cúcaro · Carlos Escalante |                             |  |

DEPORTIVO RICO SUR CAMPEÓN DE LA LIGA BOLIVIANA DE FUTSAL 2016-17
PRIMER TÍTULO

## Goleadores
Los siguientes jugadores son los goleadores del grupo A.
| #   | Jugador             | Club                            | Goles |
| --- | ------------------- | ------------------------------- | ----- |
| 1.  | Alan Valda          | Deportivo Rico Sur (Sucre)      | 18    |
| 2.  | Aldo Saavedra       | Constructora Cobbel (Oruro)     | 11    |
| 3.  | Saul Robles         | Deportivo Rico Sur (Sucre)      | 11    |
| 4.  | Hilmar Lugo         | Deportivo Concepción (Potosí)   | 10    |
| 5.  | Franklin Nicolaur   | CRE (Santa Cruz)                | 10    |
| 6.  | Luis Florero        | Víctor Muriel (Cbba)            | 10    |
| 7.  | José Parra          | Víctor Muriel (Cbba)            | 9     |
| 8.  | Cristian Cúcaro     | Nantes (Tarija)                 | 8     |
| 9.  | Christian Torrez    | Constructora Cobbel (Oruro)     | 8     |
| 10. | Juan Pablo Bejarano | San José de Chiquitos (S. Cruz) | 8     |

- Actualizado 30 de enero de 2017

### Plantel Campeón
| Deportivo Rico Sur (Sucre) |
| --- |
| Edson Serrano, Walter Barrancos, Jharol Montoya, Javier Carmona, Juan Carlos Serrano, Manuel Salinas, Alan Valda, Edwin Montoya, Saul Robles, Juan Pablo Arando y José Marañon. DT: Francisco Candia |

## Cronología
| Predecesor: - | Libofutsal 2016-17 | Sucesor: Libofutsal 2017 |

- Datos: Q97161244